# Phim lãng mạn

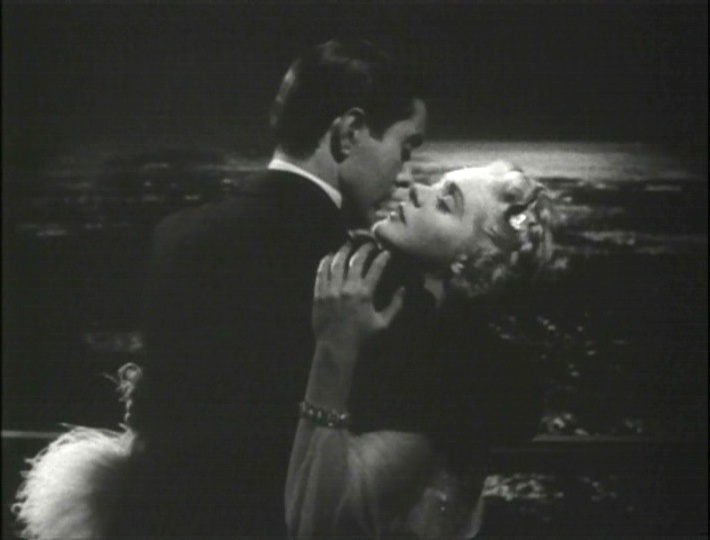
Tyrone Power ôm chặt Alice Faye một cách đam mê và tràn đầy yêu thương trong bộ phim năm 1938 Alexander's Ragtime Band.

Phim lãng mạn hay phim tình cảm là những câu chuyện tình lãng mạn được ghi lại trên các phương tiện thị giác để phát sóng trên sân khấu và trên TV với nội dung tập trung vào đam mê, cảm xúc, và sự liên hệ tình cảm lãng mạn của các nhân vật chính và cuộc hành trình mà tình yêu mạnh mẽ, chân thực và thuần khiết của họ đã đưa họ đến việc hẹn hò, tán tỉnh và cuối cùng là hôn nhân. Phim tình cảm tập trung chủ yếu vào một hay nhiều câu chuyện tình lãng mạn của các nhân vật trong phim hoặc quá trình tìm kiếm tình yêu mạnh mẽ, tinh khiết và lấy nó làm cốt truyện chính. Đôi khi, những đôi lứa yêu nhau trong phim sẽ gặp phải những trở ngại như tài chính, bệnh tật, nhiều kiểu phân biệt đối xử, hạn chế tâm lý hoặc sự đe doạ của gia đình đòi phá vỡ tình yêu của họ. Giống như trong tất cả các mối quan hệ tình cảm khá sâu sắc ngoài đời, những căng thẳng của cuộc sống hằng ngày, cám dỗ (ngoại tình) và những sự khác biệt về tính tương thích giữa hai người cũng được đưa vào cốt truyện của những bộ phim lãng mạn.
Phim tình cảm thường khám phá những chủ đề quan trọng như: tình yêu từ cái nhìn đầu tiên, tình yêu giữa hai người chênh lệch tuổi, tình yêu không được đáp lại, tình yêu ám ảnh, tình yêu đơn thuần, tình cảm tâm linh, tình yêu bị cấm đoán, tình cảm platonic, tình dục đam mê, tình yêu hy sinh, tình yêu bùng nổ và mang tính phá hoại, và bi kịch tình yêu. Những bộ phim tình cảm tạo những trải nghiệm tạm thời thoát khỏi cuộc sống thực tại và tạo cảm hứng tưởng tượng cho người xem, đặc biệt nếu hai người yêu nhau cuối cùng vượt qua khó khăn, tuyên bố cho mọi người biết tình yêu của họ, và trải nghiệm cuộc sống "hạnh phúc mãi mãi", được ngụ ý bằng một cuộc gặp gỡ và nụ hôn cuối phim. Trong loạt phim truyền hình lãng mạn, sự phát triển của các mối quan hệ lãng mạn như vậy có thể diễn ra trong nhiều tập phim, và các nhân vật khác nhau có thể trở nên đan xen vào nhau trong các đoạn phim với các cung bậc tình cảm lãng mạn khác nhau.